# HAUS8
HAUS8 (англ. HAUS augmin like complex subunit 8) – білок, який кодується однойменним геном, розташованим у людей на короткому плечі 19-ї хромосоми. Довжина поліпептидного ланцюга білка становить 410 амінокислот, а молекулярна маса — 44 857.
| 10         |  | 20         |  | 30         |  | 40         |  | 50         |
| ---------- |  | ---------- |  | ---------- |  | ---------- |  | ---------- |
| MADSSGRGAG |  | KPATGPTNSS |  | SAKKKDKRVQ |  | GGRVIESRYL |  | QYEKKTTQKA |
| PAGDGSQTRG |  | KMSEGGRKSS |  | LLQKSKADSS |  | GVGKGDLQST |  | LLEGHGTAPP |
| DLDLSAINDK |  | SIVKKTPQLA |  | KTISKKPEST |  | SFSAPRKKSP |  | DLSEAMEMME |
| SQTLLLTLLS |  | VKMENNLAEF |  | ERRAEKNLLI |  | MCKEKEKLQK |  | KAHELKRRLL |
| LSQRKRELAD |  | VLDAQIEMLS |  | PFEAVATRFK |  | EQYRTFATAL |  | DTTRHELPVR |
| SIHLEGDGQQ |  | LLDALQHELV |  | TTQRLLGELD |  | VGDSEENVQV |  | LDLLSELKDV |
| TAKKDLELRR |  | SFAQVLELSA |  | EASKEAALAN |  | QEVWEETQGM |  | APPSRWYFNQ |
| DSACRESGGA |  | PKNTPLSEDD |  | NPGASSAPAQ |  | ATFISPSEDF |  | SSSSQAEVPP |
| SLSRSGRDLS |  |            |  |            |  |            |  |            |

A: Аланін

C: Цистеїн

D: Аспарагінова кислота

E: Глутамінова кислота

F: Фенілаланін

G: Гліцин

H: Гістидин

I: Ізолейцин

K: Лізин

L: Лейцин

M: Метіонін

N: Аспарагін

P: Пролін

Q: Глутамін

R: Аргінін

S: Серин

T: Треонін

V: Валін

W: Триптофан

Кодований геном білок за функцією належить до фосфопротеїнів. 
Задіяний у таких біологічних процесах, як клітинний цикл, поділ клітини, мітоз, ацетилювання, альтернативний сплайсинг. 
Локалізований у цитоплазмі, цитоскелеті.